# هنري فنسنت هابارد
هنري فنسنت هابارد (بالإنجليزية: Henry Vincent Hubbard)‏ هو مهندس المناظر الطبيعية أمريكي، ولد في 1875، وتوفي في 1947.